# Sangihe-eilanden

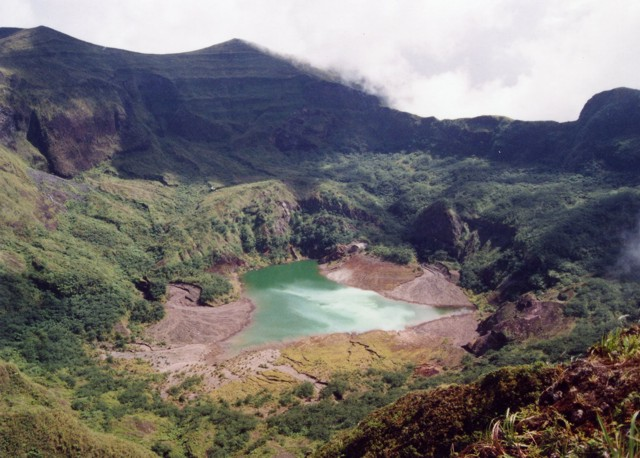
Krater van de vulkaan Awu (1320 m)

De Sangihe-eilanden (of Sangir-) zijn een eilandengroep van de Indonesische provincie Noord-Sulawesi. De groep is 1056 km² groot en het hoogste punt is 1320 m (de vulkaan Awu). Het zijn vulkanische eilanden ze liggen op de grens van de Molukse Zee en de Celebeszee tussen de Filipijnen en het eiland Sulawesi. De groep bestaat uit ongeveer 50 eilanden met vaak actieve vulkanen en is bestuurlijk verdeeld in het Sangihe-eilanden regentschap en het Sitaro-eilanden regentschap.

## Beschrijving
In 1677 vestigde de VOC zijn gezag op dit eiland. Daarna werd het onderdeel van Nederlands Oost-Indië en viel het bestuurlijk onder onder het regentschap Menado. Na de onafhankelijkheid van Indonesië werd het deel van de provincie Noord-Sulawesi (Sulawesie Utara). De  eilandengroep bestaat bestuurlijk sinds 2007 uit twee regentschappen: "Kepulauan Sangihe" en  "Kabupaten Kepulauan Siau Tagulandang Biaro".  De  belangrijkste eilanden zijn Sangihe Besar, Siau, Tahulandang en Biaro. Op Sangihe Besar ligt de vulkaan Awu en zuidelijk daarvan de aan de westkust de havenstad  Tahuna,
De economie is gebaseerd op de teelt van abaca (Musa textilis die manillahennep levert, een textielvezel),verder visserij, scheepvaart en toerisme, vooral het duiktoerisme. De meeste mensen zijn christen.

## Eilanden
- Bangka
- Biaro
- Buhias
- Kalama
- Karakitang
- Para
- Sangihe Besar
- Siau
- Tahulandang
- Talisei

## Fauna
De eilanden zijn bekend om een aantal endemische vogelsoorten zoals de sangirbrilvogel (Zosterops nehrkorni)  en de sangirhoningzuiger (Aethopyga duyvenbodei), beide bedreigde soorten van de Rode Lijst van de IUCN. 
Verder komen er de volgende zoogdieren voor:
Prosciurillus murinus, Prosciurillus rosenbergii, Rubrisciurus rubriventer (drie eekhoornsoorten), het sangihespookdier (Tarsius sangirensis), de kleine Celebeskoeskoes (Strigocuscus celebensis), ratten  en de volgende soorten vleerhonden en -muizen: Acerodon celebensis, Cynopterus brachyotis, Dobsonia crenulata, Dobsonia viridis, Macroglossus minimus, Nyctimene sp. nov., Pteropus hypomelanus, Rousettus celebensis, Thoopterus nigrescens, Taphozous melanopogon, Megaderma spasma, Hipposideros ater (onzeker), Hipposideros diadema en Rhinolophus celebensis.